# Salsola montana
Salsola montana är en amarantväxtart som beskrevs av Dmitrij Litvinov. Salsola montana ingår i släktet sodaörter, och familjen amarantväxter. Inga underarter finns listade i Catalogue of Life.